# دانيال غارتنر
دانيال غارتنر (بالإنجليزية: Daniel Gartner)‏ هو لاعب دوري الرغبي أسترالي، ولد في 15 أكتوبر 1972 في سيدني في أستراليا.